# Franz Barachini
Franz Barachini (* 24. Juni 1956) ist österreichischer Informatiker. Er lehrt und forscht am interdisziplinären Sektor Wissensmanagement.
Von 1985 bis 1996 war Barachini Forschungsleiter im Alcatel Forschungszentrum in Wien. Er ist Mitbegründer des International Councils on Knowledge Management und Geschäftsführer der Vienna International School of Thought, einer Denkschule zur Organisationsoptimierung und Weiterentwicklung gesellschaftspolitischer Anliegen. 

## Arbeiten
Barachini optimierte den von Charles Forgy entwickelten Rete-Algorithmus. Dieser fand in Produktionssystemen seine Anwendung, war jedoch für Echtzeitsysteme ungeeignet. Die von Barachini durchgeführten Forschungsarbeiten und Publikationen machten es möglich, den erweiterten Algorithmus auch als integralen Bestandteil von Echtzeitsystemen zu verwenden. Der laufzeitoptimierte Algorithmus kommt unter anderem in einem industriellen Expertensystem in der Eisenbahnsicherungstechnik zur praktischen Anwendung.

Als Vertreter der Autopoiesis hat Barachini zahlreiche Werke zum Thema Wissensaustausch publiziert. Seine Business-Transaction-Theorie untermauert die Theorie der Wissensmärkte von Thomas H. Davenport. Neuere Publikationen und Experimente zeigen die Bedeutung von Macht und Eifersucht bei der effizienten Teambildung. Dabei stellt sich mit Hilfe von Multi-Agenten-Simulationen heraus, dass Incentives eine wichtige Rolle spielen.